# Lee Seung-gi
Lee Seung-gi (Koreaans: 이승기, Gwangju, 2 juni 1988) is een Zuid-Koreaans voormalig voetballer die doorgaans speelde als middenvelder. Tussen 2011 en 2025 was hij actief voor Gwangju, Jeonbuk Motors, Sangju Sangmu en Busan IPark. Lee maakte in 2011 zijn debuut in het Zuid-Koreaans voetbalelftal en kwam uiteindelijk tot vijftien interlandoptredens.

## Clubcarrière
Lee maakte zijn debuut voor Gwangju op 6 april 2011. Op die dag werd met 1–0 verloren op bezoek bij Busan IPark en Lee mocht in de basis beginnen. Zijn eerste doelpunt kon genoteerd worden op 1 mei van dat jaar, toen met 2–1 gewonnen werd van Daejeon Citizen. Aan het einde van 2012 degradeerde Gwangju uit de K League 1 en hierop verkaste de middenvelder naar Jeonbuk Motors. Vanaf januari 2015 speelde Lee twee seizoenen op huurbasis voor Sangju Sangmu. De middenvelder stapte in maart 2023 over naar Busan IPark. Hij besloot in juli 2025 op zevenendertigjarige leeftijd een punt achter zijn actieve loopbaan te zetten.

## Clubstatistieken
| Seizoen | Club            | Competitie | Competitie | Competitie | Beker | Beker | Internationaal | Internationaal | Totaal | Totaal |
| Seizoen | Club            | Competitie | Wed.       | Dlp.       | Wed.  | Dlp.  | Wed.           | Dlp.           | Wed.   | Dlp.   |
| ------- | --------------- | ---------- | ---------- | ---------- | ----- | ----- | -------------- | -------------- | ------ | ------ |
| 2011    | Gwangju         | K League 1 | 25         | 8          | 2     | 0     | —              | —              | 27     | 8      |
| 2012    | Gwangju         | K League 1 | 40         | 4          | 0     | 0     | —              | —              | 40     | 4      |
| 2013    | Jeonbuk Motors  | K League 1 | 21         | 5          | 2     | 1     | 7              | 1              | 30     | 7      |
| 2014    | Jeonbuk Motors  | K League 1 | 26         | 5          | 2     | 0     | 7              | 2              | 27     | 5      |
| 2015    | → Sangju Sangmu | K League 2 | 22         | 5          | 0     | 0     | —              | —              | 22     | 5      |
| 2016    | → Sangju Sangmu | K League 1 | 15         | 1          | 0     | 0     | —              | —              | 15     | 1      |
| 2016    | Jeonbuk Motors  | K League 1 | 4          | 0          | 0     | 0     | —              | —              | 4      | 0      |
| 2017    | Jeonbuk Motors  | K League 1 | 31         | 9          | 0     | 0     | —              | —              | 31     | 9      |
| 2018    | Jeonbuk Motors  | K League 1 | 27         | 1          | 0     | 0     | 10             | 1              | 37     | 2      |
| 2019    | Jeonbuk Motors  | K League 1 | 25         | 4          | 0     | 0     | 5              | 0              | 30     | 4      |
| 2020    | Jeonbuk Motors  | K League 1 | 24         | 5          | 4     | 3     | 2              | 0              | 30     | 8      |
| 2021    | Jeonbuk Motors  | K League 1 | 27         | 4          | 0     | 0     | 7              | 1              | 34     | 5      |
| 2022    | Jeonbuk Motors  | K League 1 | 16         | 0          | 1     | 0     | 7              | 0              | 24     | 0      |
| 2023    | Busan IPark     | K League 2 | 6          | 1          | 2     | 0     | —              | —              | 8      | 1      |
| 2024    | Busan IPark     | K League 2 | 10         | 0          | 0     | 0     | —              | —              | 10     | 0      |
| 2025    | Busan IPark     | K League 2 | 0          | 0          | 0     | 0     | —              | —              | 0      | 0      |
| Totaal  | Totaal          | Totaal     | 319        | 52         | 13    | 4     | 45             | 5              | 377    | 61     |

## Interlandcarrière
Lee debuteerde op 11 november 2011 in het Zuid-Koreaans voetbalelftal, toen met 0–2 gewonnen werd van de Verenigde Arabische Emiraten. Tijdens dit duel mocht de middenvelder invallen voor Hong Chul. Zijn eerste basisplaats voor het nationale elftal volgde vier dagen later, op 15 november, toen met 2–1 werd verloren op bezoek bij Libanon.
| Interlands van Lee Seung-gi voor Zuid-Korea | Interlands van Lee Seung-gi voor Zuid-Korea | Interlands van Lee Seung-gi voor Zuid-Korea | Interlands van Lee Seung-gi voor Zuid-Korea | Interlands van Lee Seung-gi voor Zuid-Korea | Interlands van Lee Seung-gi voor Zuid-Korea |
| №                                           | Datum                                       | Wedstrijd                                   | Uitslag                                     | Competitie                                  | Goals                                       |
| Als speler van Gwangju                      | Als speler van Gwangju                      | Als speler van Gwangju                      | Als speler van Gwangju                      | Als speler van Gwangju                      | Als speler van Gwangju                      |
| ------------------------------------------- | ------------------------------------------- | ------------------------------------------- | ------------------------------------------- | ------------------------------------------- | ------------------------------------------- |
| 1                                           | 11 november 2011                            | Verenigde Arabische Emiraten – Zuid-Korea   | 0 – 2                                       | WK 2014 kwalificatie                        |                                             |
| 2                                           | 15 november 2011                            | Libanon – Zuid-Korea                        | 2 – 1                                       | WK 2014 kwalificatie                        |                                             |
| 3                                           | 15 augustus 2012                            | Zuid-Korea – Zambia                         | 2 – 1                                       | Vriendschappelijk                           |                                             |
| 4                                           | 14 november 2012                            | Zuid-Korea – Australië                      | 1 – 2                                       | Vriendschappelijk                           |                                             |
| Als speler van Jeonbuk Motors               |                                             |                                             |                                             |                                             |                                             |
| 5                                           | 6 februari 2013                             | Zuid-Korea – Kroatië                        | 0 – 4                                       | Vriendschappelijk                           |                                             |
| 6                                           | 20 juli 2013                                | Zuid-Korea – Australië                      | 0 – 0                                       | Oost-Azië Cup 2013                          |                                             |
| 7                                           | 24 juli 2013                                | Zuid-Korea – China                          | 0 – 0                                       | Oost-Azië Cup 2013                          |                                             |
| 8                                           | 28 juli 2013                                | Zuid-Korea – Japan                          | 1 – 2                                       | Oost-Azië Cup 2013                          |                                             |
| 9                                           | 14 augustus 2013                            | Zuid-Korea – Peru                           | 0 – 0                                       | Vriendschappelijk                           |                                             |
| 10                                          | 26 januari 2014                             | Costa Rica – Zuid-Korea                     | 0 – 1                                       | Vriendschappelijk                           |                                             |
| 11                                          | 30 januari 2014                             | Mexico – Zuid-Korea                         | 4 – 0                                       | Vriendschappelijk                           |                                             |
| 12                                          | 1 februari 2014                             | Verenigde Staten – Zuid-Korea               | 2 – 0                                       | Vriendschappelijk                           |                                             |
| 13                                          | 27 januari 2018                             | Zuid-Korea – Moldavië                       | 1 – 0                                       | Vriendschappelijk                           |                                             |
| 14                                          | 30 januari 2018                             | Zuid-Korea – Jamaica                        | 2 – 2                                       | Vriendschappelijk                           |                                             |
| 15                                          | 3 februari 2018                             | Zuid-Korea – Letland                        | 1 – 0                                       | Vriendschappelijk                           |                                             |

## Erelijst
| Competitie           |                |                                    |                |                |
| Competitie           | Aantal         | Jaren                              |                |                |
| Jeonbuk Motors       | Jeonbuk Motors | Jeonbuk Motors                     | Jeonbuk Motors | Jeonbuk Motors |
| -------------------- | -------------- | ---------------------------------- | -------------- | -------------- |
| K League 1           | 6              | 2014, 2017, 2018, 2019, 2020, 2021 |                |                |
| FA Cup               | 1              | 2020                               |                |                |
| AFC Champions League | 1              | 2016                               |                |                |
| Sangju Sangmu        |                |                                    |                |                |
| K League 2           | 1              | 2015                               |                |                |